# Iuliu Maniu

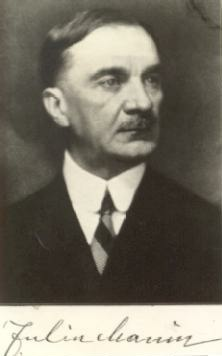
Iuliu Maniu

Iuliu Maniu (Bădăcin, 8 januari 1873 - Sighet gevangenis, Sighetu Marmației, 5 februari 1953) was een Roemeens politicus.

## Achtergrond en opleiding
Iuliu Maniu werd geboren in een Grieks-katholiek gezin in Bădăcin, bij Șimleu Silvaniei in Transsylvanië (Zevenburgen). Transsylvanië maakte toen nog deel uit van het Hongaarse deel van de Oostenrijk-Hongaarse monarchie. Iuliu Maniu volgde onderwijs aan het lyceum van Zalău. Daarna studeerde hij rechten aan de Universiteit van Cluj, de Universiteit van Boedapest en de Universiteit van Wenen. Na het afsluiten van zijn studie vestigde hij zich in Blaj waar hij als advocaat werkzaam was voor de Grieks-Katholieke Kerk.

## Vroege politiek
Iuliu Maniu werd lid van de Roemeense Nationale Partij van Transsylvanië en het Banaat (PNR). Deze partij, geleid door Grieks-katholieken, zette zich in voor autonomie voor de Roemenen in Transsylvanië en in het Banaat. In 1897 werd Maniu lid van de bestuursraad van de PNR. In 1906 werd hij voor de PNR in het Hongaarse parlement gekozen.

### Frans Ferdinand
Maniu begon te werken als adviseur van aartshertog Frans Ferdinand, de troonopvolger van de Habsburgse monarchie. Hij steunde Frans Ferdinands plannen om Oostenrijk-Hongarije om te vormen tot een federatie van autonome staten (zie: Verenigde Staten van Groot-Oostenrijk). Deze ideeën werden afgewezen door de conservatieve tegenstanders van de aartshertog en door nationalisten uit allerlei volkeren in het Habsburgse rijk, die de plannen van de aartshertog zagen als een bedreiging voor hun eigen plannen om het Habsburgse rijk uiteen te doen laten vallen. 

### 1914
Op 28 juni 1914 werd de aartshertog in Sarajevo door een jonge Bosnische Serviër Gravilo Princip doodgeschoten. Na de moordaanslag op de aartshertog liet Maniu zijn plannen voor een federatie van autonome staten varen en werd voorstander van een vereniging van Transsylvanië en het Banaat met het Koninkrijk Roemenië.

## Politieke carrière in Groot-Roemenië

### 1918
In 1918 steunde hij, samen met leidende Zevenburgse politici, zoals Vasile Goldiș, Gheorghe Pop de Băsești, Alexandru Vaivad-Voevod en de Roemeens-orthodoxe bisschop Miron Cristea de plannen voor de vereniging van Transsylvanië met Roemenië. Op 1 december 1918 was hij een van de nationalisten die de Nationale Vergadering te Alba Iulia leidde waarbij Vasile Goldiș de resolutie inzake de vereniging van Transsylvanië met Roemenië voorlas. Op 2 december werd Maniu voorzitter van het Transsylvaanse Directorium, hetgeen neerkwam op het interim-gouverneurschap van Transsylvanië. Op 24 december 1918 tekende koning Ferdinand I van Roemenië het decreet over de unie van Transsylvanië met het vooroorlogse Roemenië. Op 11 januari 1919 trad Maniu als voorzitter van het Transsylvaanse Directorium af. Hij bleef zich in lijn met zijn partij inzetten voor autonomie voor Transsylvanië binnen Groot-Roemenië.

### 1919
Na de creatie van Groot-Roemenië werd de naam van de Roemeense Nationale Partij van Transsylvanië en het Banaat gewijzigd in de Roemeense Nationale Partij (Partidul Național Român, PNR). In 1919 werd Maniu tot voorzitter van de PNR. In het nieuwe Koninkrijk Groot-Roemenië werd de PNR een belangrijke politieke factor, dit tot spijt van de Nationaal-Liberale Partij (PNL) van Ion I. Constantin Brătianu en de Conservatieve Partij (PC) die tot dan toe altijd de politiek in Roemenië hadden bepaald. In oktober 1919 werd Artur Vaitoianu van de PNR premier, in december 1919 werd hij als premier opgevolgd door Alexandru Vaida-Voevod van de PNR. Beide kabinetten waren coalities van de PNR en de radicale Boerenpartij (PȚ). Deze laatste partij was voorstander van een radicale landhervorming, dit tot onvrede van de PNL en koning Ferdinand. De oppositie onder leiding van Brătianu bracht het kabinet ten val en de koning ontbond het parlement. De door de koning en de PNL gesteunde generaal Alexandru Averescu van de Volkspartij (PP) werd premier.

### Na 1920
Maniu, als voorzitter van de PNR, raakte in een ernstig conflict met de koning en de "oude" partijen - met name de PNL - verweven. In 1920 raakte Maniu ook in conflict met premier Averescu toen deze de Transsylvaanse Raad ontbond. In 1922 weigerde Maniu de kroningsplechtigheid van Ferdinand I tot koning van Groot-Roemenië in Alba Iulia bij te wonen omdat hij de koning ervan verdacht het Roemeens-orthodoxe geloof op te dringen aan de multi-christelijke Transsylvaniërs. Een jaar later, in 1923, verzette hij zich tegen de wijze waarop de door Brătianu gesponsorde grondwet van 1923 werd doorgevoerd, namelijk door een stemming in de grondwetgevende vergadering en niet, zoals gebruikelijk, door een stemming in het parlement. Bovendien was Maniu fel tegenstander van de grondwet, die hij veel te centralistisch vond. In 1926 steunde hij de fusie tussen de PNR en de Boerenpartij tot de Nationale Boerenpartij (Partidul Național Țărănesc, PNȚ) krachtig om op deze wijze de macht van de PNL te breken. Van 1926 tot 1933 en van 1937 tot 1947 was Maniu voorzitter van de PNȚ.

## Premier
Ondanks de successen die de PNȚ bij de daaropvolgende verkiezingen behaalde, hield koning Ferdinand I door middel van koninklijke besluiten de PNȚ buiten de regering en zorgde ervoor dat Brătianu, Averescu en prins Babu Știrbei premiers werden. Maniu uitte publiekelijk zijn ongenoegen en dreigde met een boerenmars op Boekarest. Hij pochte wat te voelen voor een herziening van het Verdrag van Trianon zoals de Britse krantenmagnaat Viscount Rothermere voorstelde. Vlak vóór de dood van koning Ferdinand I onderhandelde hij met Prins Carol, de oorspronkelijke troonopvolger die in 1925 zijn rechten op de troon had laten varen vanwege zijn huwelijk met de gescheiden - en niet adellijke Magda Lupescu - om prins Carol te bewegen zijn rechten op de troon weer te hernemen en de grondwet van 1923 te passeren. De gesprekken met prins Carol werden abrupt geëindigd toen de Roemeense overheid aan het Verenigd Koninkrijk - waar de prins verbleef - vroeg de prins van haar territorium te verbannen.

### Minister van oorlog
Na de dood van zowel koning Ferdinand als Brătianu ging Maniu's PNȚ een verkiezingsalliantie aan met de Roemeense Sociaaldemocratische Partij (PSDR) en de Duitse Partij (DP). De verkiezingen van 1928 werden door deze alliantie gewonnen en op 11 november 1928 werd Maniu premier (tot 8 juni 1930). In 1930 was hij ook voor korte tijd minister van Oorlog. In 1930 sloten Maniu en zijn minister van Buitenlandse Zaken, Gheorghe Mironescu enerzijds en prins Carol anderzijds een verdrag waardoor de laatste naar Roemenië kon terugkeren en als koning Carol II van Roemenië (8 juni 1930) de troon kon bestijgen. Voorwaarde was dat Carol zijn huwelijk met Lupescu liet annuleren en zijn huwelijk met zijn tweede vrouw, Prinses Elena zou hervatten. Echter, terug in Roemenië weigerde koning Carol zijn huwelijk met - inmiddels - koningin Elena te hervatten en hij bleef bij Lupescu. Door deze ontwikkelingen raakten de opeenvolgende PNȚ premiers (Maniu, Mironescu, Vaida-Voevod) in ernstig conflict met de koning, die op zijn beurt al snel zijn aanvankelijke sympathie voor de PNȚ liet varen.

### Fascisme
Van 13 juni tot 10 oktober 1930 en van 19 oktober 1932 tot 14 januari 1933 was Maniu opnieuw premier. In de loop van de jaren 30 werd het regime van koning Carol II steeds autoritairder en groeide de invloed van de fascistische IJzeren Garde van Corneliu Zelea Codreanu. De koning zocht steun bij de jongere generatie ambitieuze politici binnen zowel de PNL als de PNȚ om zijn plannen voor een autoritair Roemenië te verwezenlijken en zo de macht van de fascistische IJzeren Garde te breken. Voor de verkiezingen van 1937 ging Maniu een verkiezingsalliantie aan met de fascistische IJzeren Garde en de PNȚ groeide van 29 naar 86 zetels en de IJzeren Garde kwam vanuit het niets met 66 zetels. De koning bleef een verklaard tegenstander van de IJzeren Garde en hield haar - gelukkig - buiten de regering.

### Partijenverbod
In 1938 verbood koning Carol alle politieke partijen en het Front voor Nationale Renaissance (FRN) kwam er als eenheidspartij voor in de plaats. Ondergronds bleven de oude politieke partijen echter voortbestaan en Maniu bleef de leider van de PNȚ.

## Rol tijdens de Tweede Wereldoorlog en daarna
Conform het Molotov-Ribbentroppact van 1939 kwamen Noord-Transsylvanië, Bessarabië en de Noordelijke Dobroedzja in de Russische invloedssfeer te liggen. Roemenië moest deze gebieden afstaan aan de Sovjet-Unie. Veel Roemenen zagen dit als zwakte van de koning en zijn regering. Korte tijd later werd maarschalk Ion Antonescu premier van een Nationaal-Legionaire Regering en koning Carol werd vervangen door zijn zoon, die als koning Michael I van Roemenië de troon besteeg (1940). Antonescu regeerde aanvankelijk samen met de IJzeren Garde, maar stelde haar in 1941 buiten de regering. Hierna knoopte Maniu contacten aan met Antonescu. Tijdens een van zijn gesprekken met de maarschalk vroeg hij deze de vervolging van de Joden in Roemenië stop te zetten. Hij bleef echter een verklaard tegenstander van de maarschalk.

### Samenzwering
In 1944 sloot hij zich aan bij een groep samenzweerders die van plan waren om Antonescu ten val te brengen en een wapenstilstand te sluiten met de geallieerden. Op 23 augustus 1944 pleegden de samenzweerders, gesteund door de jonge koning, een staatsgreep en brachten Antonescu ten val. Gedurende vier dagen was hij hierna minister-president maar werd daarna opgevolgd door generaal Constantin Sănătescu. Van 27 augustus tot 4 november 1944 was Maniu minister zonder portefeuille in het kabinet-Sănătescu en liet zich kennen als een scherpe anti-communist die tegenstander was van de groeiende invloed van het Rode Leger in Roemenië en de Roemeense Communistische Partij (RCP). Maniu werd flink aangevallen door de door de Russen en communisten gecontroleerde pers. Hetzelfde gebeurde met andere prowesterse politici zoals Dinu Brătianu, die echter al hoogbejaard was en geen krachtige figuur meer was. De RCP steunde een groep politici binnen de Nationale Boerenpartij - geleid door Nicolae L. Lupu en Anton Alexandrescu - om zich van de partij af te scheiden en een splinter PNȚ (Nationale Boerenpartij - Dissident) op te richten. In 1946 wonnen de communisten en haar bondgenoten de parlementsverkiezingen en de communisten begonnen aan hun consolidatie van de macht.

### Gevangenschap
In juli 1947 werd de PNȚ verboden en in dezelfde maand probeerden Maniu en een andere leider van de PNȚ, Ion Mihalache, met een vliegtuig dat klaarstond in Tămădău het land te ontvluchten en een regering in ballingschap op te richten. Maniu en Mihalache werden echter aangehouden en bij een showproces veroordeeld tot levenslange gevangenisstraf en zware arbeid. Gezien hun leeftijden, respectievelijk 74 en 65 jaar, betekende dit de doodstraf. De rechtszaak tegen Maniu en Mihalache was een van de eerste belangrijke showprocessen in het communistische Roemenië en er zouden er nog vele volgen. Maniu en Mihalache belandden in de beruchte Sighetgevangenis te Sighetu Marmației.

### 1953
Toen Iuliu Maniu voelde dat zijn einde zeer nabij was, vroeg hij om een Grieks-katholieke priester om hem de laatste sacramenten toe te dienen en de biecht af te nemen maar er was geen Grieks-katholieke priester in de buurt. Hierop nam zijn celgenoot de biecht bij hem af. Iuliu Maniu overleed in 1953 op tachtigjarige leeftijd in de Sighetgevangenis.